# 1861 na música

## Nascimentos
| Data       | Nome                | Profissão                | Nacionalidade      | Observações | Ref |
| ---------- | ------------------- | ------------------------ | ------------------ | ----------- | --- |
| 6 de Maio  | Rabindranath Tagore | escritor, poeta e músico | Inglaterra (Índia) | m. 1941     |     |
| 19 de Maio | Nellie Melba        | soprano                  | Austrália          | m. 1931     |     |

## Mortes
| Data | Nome | Profissão | Nacionalidade | Observações | Ref |
| ---- | ---- | --------- | ------------- | ----------- | --- |